# Nesiota elliptica
Nesiota elliptica або маслина Святої Єлени — вимерлий вид квіткових рослин. Це єдиний представник роду Nesiota. Рослина була ендеміком для острова Святої Єлени, розташованого у південній частині Атлантичного океану. Незважаючи на свою назву, вона не пов'язана зі справжньою маслиною (Маслина європейська), а натомість є членом сімейства Жостерові, родини, до якої входять крушини та зизифус. Останнє дерево, що залишилося в дикій природі, загинуло в 1994 році, а остання особина, що залишилася в культурі, померла в грудні 2003 року, незважаючи на зусилля щодо збереження. Таким чином, це яскравий приклад недавнього вимирання рослин. Олива Святої Єлени належить до триби Жостерові, яка в основному є ендеміком Південної Африки.

## Опис
Батьківщиною оливи Святої Єлени є хмарний ліс, який зустрічається у гірських районах острова на висоті вище 750 метрів, про який є багато історичних свідчень навколо Піку Діани (найвищої точки острова). Вона росла як невелике, низькоросле розлоге дерево з рясним розгалуженням. Кора була від темно-коричневого до чорного кольору. Листя було довгастої форми, темно-зеленого кольору, із загнутими донизу кінчиками. Нижній бік листя блідий, з волосками, які лежать рівно вздовж листка. Під час сезону цвітіння, який, як припускають, тривав з червня по жовтень, на дереві були щільно упаковані рожеві квіти на розгалужених суцвіттях. Вважається, що квіти були запилені місцевими ендемічними видами мух (Sphaerophoria beattiei). Плід дозрівав протягом року і складався з твердої дерев'янистої капсули, що містила блискуче трикутне чорне насіння.

## Вимирання
Маслина Святої Єлени була рідкісною вже в 19 столітті через вирубку лісів і випас кіз, і раніше вважалася вимерлою, поки в 1977 році не був знайдений єдиний живий екземпляр. Ця рослина була дуже самонесумісною, тобто більшість насіння, отриманого від неї самої або її близьких родичів, не давало сходів, що надзвичайно ускладнювало вирощування розсади, враховуючи, що чисельність популяції цієї рослини, ймовірно, завжди була низькою. Незважаючи на величезні зусилля, вдалося виростити лише один живець рослини, з якого виросла жменька саджанців. Оригінальна дика рослина загинула в 1994 році, що призвело до вимирання виду в дикій природі. Останній відомий екземпляр, вирощений з живця, який був єдиною вцілілою рослиною з 1999 року, загинув у 2003 році від ураження грибком і термітами, що призвело до повного вимирання виду. Зразок ДНК оливи Святої Єлени зберігається в банку ДНК Kew Gardens. Олива Святої Єлени є одним з багатьох видів рослин, які зникли на острові Святої Єлени з часу прибуття португальців у 1502 році, зокрема Trochetiopsis melanoxylon, Acalypha rubrinervis, Wahlenbergia roxburghii та Heliotropium pannifolium, з Lachanodes arborea та Trochetiopsis erythroxylon також вимерли в дикій природі.

## Філогенетика
Олива Святої Єлени є частиною триби Phyliceae в межах родини Жостерові. Phyliceae здебільшого є ендеміками Південної Африки, зокрема регіону Фінбос у Південній Африці.
Взаємовідносини Phyliceae, після
|  | Noltea |
|  |        |

|  | Phylica |
|  |         |

|  | Trichocephalus |
|  |                |
|  | †Nesiota       |
|  |                |

|  | Phylica |
|  |         |

|  | Trichocephalus |
|  |                |
|  | †Nesiota       |
|  |                |

|  | Noltea |
|  |        |

|  | Phylica |
|  |         |

|  | Trichocephalus |
|  |                |
|  | †Nesiota       |
|  |                |

|  | Phylica |
|  |         |

|  | Trichocephalus |
|  |                |
|  | †Nesiota       |
|  |                |

|  | Noltea |
|  |        |

|  | Phylica |
|  |         |

|  | Trichocephalus |
|  |                |
|  | †Nesiota       |
|  |                |

|  | Phylica |
|  |         |

|  | Trichocephalus |
|  |                |
|  | †Nesiota       |
|  |                |

|  | Noltea |
|  |        |

|  | Phylica |
|  |         |

|  | Trichocephalus |
|  |                |
|  | †Nesiota       |
|  |                |

|  | Phylica |
|  |         |

|  | Trichocephalus |
|  |                |
|  | †Nesiota       |
|  |                |

|  | Noltea |
|  |        |

|  | Phylica |
|  |         |

|  | Trichocephalus |
|  |                |
|  | †Nesiota       |
|  |                |

|  | Phylica |
|  |         |

|  | Trichocephalus |
|  |                |
|  | †Nesiota       |
|  |                |

|  | Noltea |
|  |        |

|  | Phylica |
|  |         |

|  | Trichocephalus |
|  |                |
|  | †Nesiota       |
|  |                |

|  | Phylica |
|  |         |

|  | Trichocephalus |
|  |                |
|  | †Nesiota       |
|  |                |

|  | Noltea |
|  |        |

|  | Phylica |
|  |         |

|  | Trichocephalus |
|  |                |
|  | †Nesiota       |
|  |                |

|  | Phylica |
|  |         |

|  | Trichocephalus |
|  |                |
|  | †Nesiota       |
|  |                |

|  | Noltea |
|  |        |

|  | Phylica |
|  |         |

|  | Trichocephalus |
|  |                |
|  | †Nesiota       |
|  |                |

|  | Phylica |
|  |         |

|  | Trichocephalus |
|  |                |
|  | †Nesiota       |
|  |                |